# Panampilly Govinda Menon

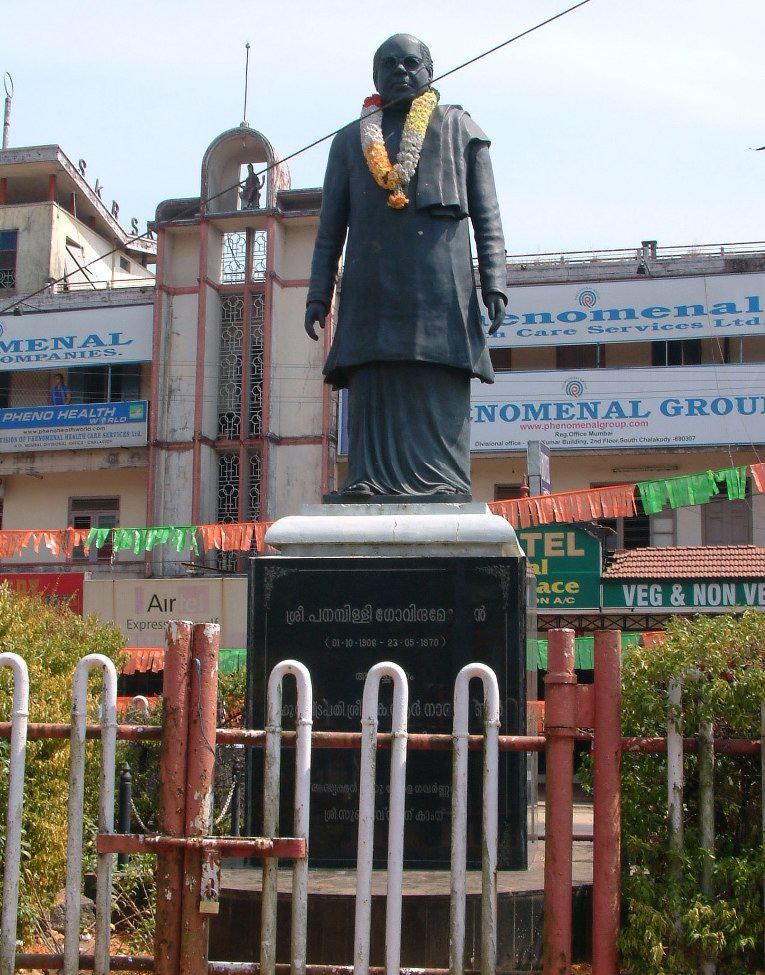
Statue von Panampilly Govinda Menon

Panampilly Govinda Menon (Malayalam പനമ്പിള്ളി ഗോവിന്ദമേനോൻ; * 1. Oktober 1906 in Chalakudy, Fürstenstaat Cochin, Britisch-Indien; † 23. Mai 1970 in Delhi) war ein indischer Politiker des Indischen Nationalkongresses INC, der unter anderem Chief Minister von Cochin (1947) sowie Travancore-Cochin (1955–1956) war. Er war zudem von 1962 bis zu seinem Tode 1970 Mitglied der Lok Sabha, des Unterhauses des indischen Parlaments, sowie von 1967 bis 1970 Justizminister und von 1969 bis 1970 kommissarischer Eisenbahnminister im Kabinett Indira Gandhi I.

## Leben

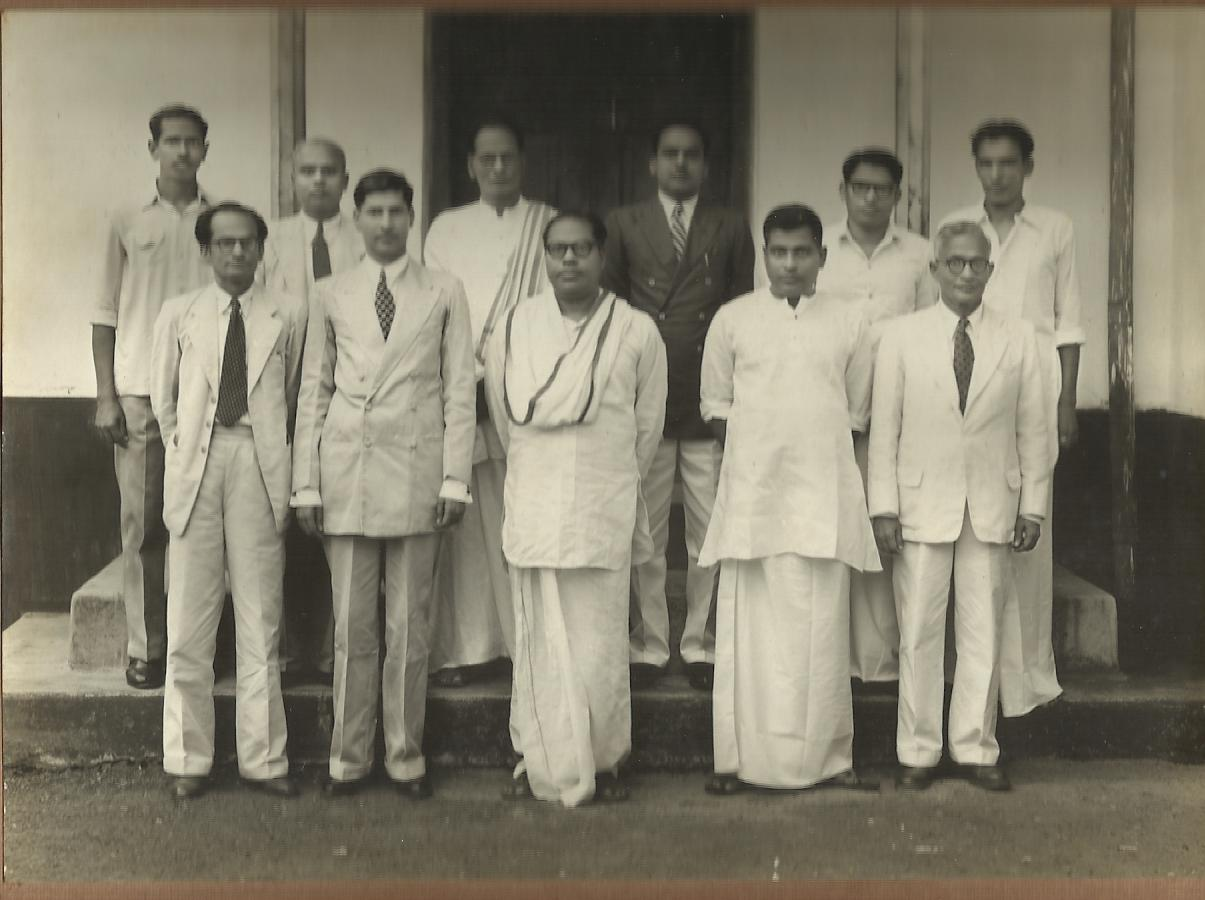
Panampilly Govinda Menon (1. Reihe, Mitte) als Chief Minister von Cochin.

Panampilly Govinda Menon, Sohn von Shri K. Krishna Menon, absolvierte nach dem Besuch des St. Thomas College sowie des St. Joseph’s College in Tiruchirappalli ein grundständiges Studium, welches er mit einem Master of Arts (M.A.) abschloss. Ein Studium der Rechtswissenschaften am Madras Law College schloss er mit einem Bachelor of Laws (L.B.) ab und nahm daraufhin eine Tätigkeit als Rechtsanwalt auf. Daneben begann er Mitte der 1930 sein politisches Engagement für den Indischen Nationalkongresses (INC) und wurde 1935, 1938, 1945 und 1948 zum Mitglied der Legislativversammlung des damaligen Fürstenstaates Cochin gewählt. Er war 1946 Ernährungsminister und zwischen 1946 und 1947 Premierminister des Fürstenstaates Cochin.
Nach der Unabhängigkeit Indiens vom Vereinigten Königreich am 15. August 1947 war Menon Mitglied der Verfassunggebenden Versammlung Indiens und des Provisorischen Parlaments sowie Mitglied des Verfassungsausschusses der Union und des Lenkungsausschusses der verfassunggebenden Versammlung. Darüber hinaus wurde er am 1. September 1947 erster Chief Minister von Cochin und bekleidete dieses Amt bis zu seiner Ablösung durch T. K. Nair im Oktober 1947. Er war zwischen 1948 und 1951 Bildungsminister von Cochin beziehungsweise von Travancore-Cochin, das am 1. Juli 1949 aus den beiden Fürstenstaaten Travancore und Cochin hervorgegangen war. 1952 wurde er zum Mitglied der Legislativversammlung von Travancore-Cochin gewählt und war im Kabinett von Chief Minister A. J. John zwischen 1952 und 1954 Finanzminister in der Staatsregierung von Travancore-Cochin. Als Vertreter der indischen Regierung nahm er 1953 an der Konferenz der Internationalen Arbeitsorganisation (IAO) in Genf teil. Am 10. Februar 1955 wurde er als Nachfolger von Pattom A. Thanu Pillai von der Praja Socialist Party selbst Chief Minister von Travancore-Cochin und bekleidete dieses Amt bis zum 22. März 1956, woraufhin eine Präsidialverwaltung (President’s rule) eingerichtet wurde.
Panampilly Govinda Menon, der 1961 Mitglied der Dritten Finanzkommission war, wurde bei der Parlamentswahl in Indien vom 19. bis 25. Februar 1962 im Wahlkreis „Kerala-Mukundapuram“ erstmals zum Mitglied der Lok Sabha gewählt, des Unterhauses des indischen Parlaments (Bhāratīya Sansad), und gehörte dieser nach seiner Wiederwahl bei der Parlamentswahl in Indien vom 15. bis 21. Februar 1967 bis zu seinem Tode am 23. Mai 1970 an. Während seiner Parlamentsmitgliedschaft war er 1963 Vorsitzender der Parlamentsdelegation bei der 52. Interparlamentarischen Konferenz in Belgrad sowie 1964 Erster Vorsitzender des Parlamentarischen Ausschusses für öffentliche Unternehmen. Im Kabinett Indira Gandhi I wurde er 1966 Staatsminister für Ernährung im Ministerium für Ernährung und Landwirtschaft und war als solcher 1966 auch Vorsitzender der Delegation bei der Regionalkonferenz der Ernährungs- und Landwirtschaftsorganisation der Vereinten Nationen (FAO) in Seoul. Im Zuge einer Umbildung des ersten Kabinetts von Premierministerin Indira Gandhi übernahm er am 23. März 1967 von Gopal Swarup Pathak den Posten als Justizminister und bekleidete dieses Ministeramt ebenfalls bis zu seinem Tode am 23. März 1970, woraufhin K. Hanumanthaiah seine Nachfolge als Unionsminister antrat. Darüber hinaus fungierte er als Nachfolger von Ram Subhag Singh zwischen dem 4. November 1969 und seiner Ablösung durch Gulzarilal Nanda am 18. Februar 1970 außerdem als kommissarischer Eisenbahnminister.
Aus seiner Ehe mit Shrimati K. Madhavi Amma gingen fünf Söhne und zwei Töchter hervor.